# 루슈녀현
루슈녀현(알바니아어: Rrethi i Lushnjës)은 알바니아를 구성하는 36개 현 가운데 하나로, 현청 소재지는 루슈녀이며 면적은 712km2, 인구는 143,000명(2004년 기준)이다. 행정 구역상으로는 피에르주에 속한다.